# Me 310 (航空機)
メッサーシュミット Me310
- 用途：重戦闘機
- 製造者：
- 運用者： ドイツ国（ドイツ空軍）
- 初飛行：1943年9月11日
- 生産数：1機

メッサーシュミットMe 310 は第二次世界大戦時にドイツで試作された双発プロペラの重戦闘機である。

## 設計と開発
失敗作となったMe 210の改良型としてMe 410と同時期に開発され、Me 410が重戦闘機であるのに対してMe 310は高高度戦闘機として開発された。
Me 310は与圧されたコクピットとダイムラー・ベンツDB 603A エンジンを2基装備し、武装はMe210A-1と同じ武装で設計され、20mmMG 151/20機関砲×2、7.92 mmMG 17 機関銃×2、後方射撃用に遠隔操作の13mmMG 131 機関銃×2を装備する計画だった。一機の試作機がMe210から改造して製作され、1943年9月11日に初飛行を行った。
しかし、開発がMe 410よりかなり遅れた上に、先に飛行したMe 410が期待どおりの性能を示したためにMe 310は1943年末に開発中止となった。

## スペック
Me 310 A-1
- 全長：12.00 m
- 全幅：17.90 m
- 全高：4.28 m
- 翼面積：37.7m2
- 全備重量：11,026 kg
- エンジン：ダイムラー・ベンツDB603A 1,750hp×2
- 最高速度：660 km/h
- 実用上限高度：11,000 m
- 航続距離：1,923 km
- 武装
  - 20mm MG 151/20 機関砲 × 2
  - 13mm MG 131 機関銃 × 2
  - 7.92mm MG 17 機関銃 × 2
  - 爆弾　1000kg
- 乗員 2名